# Petra Špalková
Petra Špalková, občanským jménem Petra Tichá (* 21. února 1975 Brno), je česká herečka a pedagožka. Je držitelkou tří Českých lvů, za filmy Jako nikdy (v kategorii nejlepší herečka v hlavní roli), Bába z ledu (v kategorii nejlepší herečka ve vedlejší roli) a Krajina ve stínu (v kategorii nejlepší herečka ve vedlejší roli).

## Mládí a studia
Petra Špalková se narodila 21. února 1975 v Brně do rodiny s úzkými vazbami na fotbalový svět. Její otec byl fotbalový rozhodčí a matka fotbalová funkcionářka. Petra se nicméně již od raného dětství vášnivě věnovala divadlu a snila o kariéře herečky. V letech 1980 až 1988 vystupovala společně s bratrem Jakubem v představeních Dětského studia brněnského Divadla na provázku. Po maturitě začala studovat divadelní vědu na Filozofické fakultě Univerzity Karlovy, ale po čtyřech semestrech upřednostnila divadelní praxi.

## Herecká kariéra

### Divadlo
V letech 1991 až 1996 účinkovala v divadelním spolku Kašpar (např. Ondina, Číňani), který založil, produkoval a režíroval její bratr Jakub. V letech 1996–1999 byla členkou pražského Činoherním klubu (Skleněný zvěřinec, Tři sestry, Zkrocení zlé ženy, Rozbitý džbán, Letní byt). V roce 1997 získala za roli Klaudie Chauchatové v inscenaci J. A. Pitínského Kouzelný vrch (Divadlo v Dlouhé) Cenu Alfréda Radoka Talent roku a za roli Kateřiny ve Zkrocení zlé ženy Cenu Thálie pro mladé umělce do 33 let.
Od podzimu 1999 se stala členkou uměleckého souboru Divadla Na zábradlí (1999–2005), kde před tím rok hostovala v inscenaci Petra Lébla Plukovník Pták (1998). Za rok 2000 byla nominována na Cenu Alfréda Radoka za ženský herecký výkon (role Poliny ve Výnosném místě). V letech 2006–2014 byla členkou činohry Národního divadla v Praze, kde ztvárnila např. Lízu Doolitlovou v Pygmaliónu G. B. Shawa nebo Hanu Jarvisovou v Arkádii Toma Stopparda.
Kromě intenzivní divadelní práce také v letech 2001–2006 učila na Pražské konzervatoři.

### Film a televize
Herecký život Petry Špalkové je spojen především s divadlem, ale postupně začala získávat role i ve filmu a televizi. Menší roli si zahrála ve snímku Šakalí léta (1993) od Jana Hřebejka a také v oskarovém filmu Jana Svěráka Kolja (1996). Ve filmu Šeptej od Davida Ondříčka (1996) ztvárnila mondénní paničku. Jednou z jejích významných filmových rolí byla postava nevlastní matky dvou adoptovaných romských chlapců ve snímku Smradi (2002), za niž byla nominována na Českého lva za hlavní ženský herecký výkon. V roce 2008 si zahrála postavu Roziny v milostném dramatu Eldorádo od Zdeňka Tyce. Je trojnásobnou držitelkou Českého lva za hlavní ženský herecký výkon ve filmu Jako nikdy (2013), a nejlepší ženský herecký výkon ve vedlejší roli ve snímcích Bába z ledu (2017) a Krajina ve stínu (2020).
Televizní diváci ji mohli vidět například v seriálech Život na zámku (1995), Zdivočelá země (1997), Letiště (2006), Četnické humoresky (2007), Nevinné lži (2013) a Stíny v mlze (2022).

## Ocenění
| Rok  | Nominované dílo    | Ocenění                    | Kategorie                                        | Výsledek  | Výsledek |
| ---- | ------------------ | -------------------------- | ------------------------------------------------ | --------- | -------- |
| 1997 | Umělkyně jmenovitě | Cena Thálie                | - Mladý činoherec do 33 let                      | vítězství | [ 4 ]    |
| 1997 | Umělkyně jmenovitě | Ceny Alfréda Radoka        | - Talent roku                                    | vítězství | [ 5 ]    |
| 2000 | Výnosné místo      | Ceny Alfréda Radoka        | - Ženský herecký výkon roku                      | nominace  | [ 6 ]    |
| 2002 | Smradi             | Český lev                  | - Hlavní ženský herecký výkon                    | nominace  | [ 7 ]    |
| 2013 | Jako nikdy         | Český lev                  | - Hlavní ženský herecký výkon                    | vítězství | [ 8 ]    |
| 2013 | Jako nikdy         | Cena české filmové kritiky | - Nejlepší ženský herecký výkon v hlavní roli    | vítězství | [ 9 ]    |
| 2017 | Bába z ledu        | Český lev                  | - Nejlepší ženský herecký výkon ve vedlejší roli | vítězství | [ 10 ]   |
| 2020 | Krajina ve stínu   | Český lev                  | - Nejlepší ženský herecký výkon ve vedlejší roli | vítězství | [ 11 ]   |

## Rodinné vazby
Je sestrou herce a režiséra Jakuba Špalka.
S druhým manželem, hercem Miloslavem Tichým, má dceru Andělu a syna Aloise.

## Divadelní role
- 1996 Vicka, Tracy Letts: Zabiják Joe, Švandovo divadlo, režie Michal Lang, premiéra 7.6.1996
- 1997 Hospodská Kateřina, William Shakespeare: Zkrocení zlé ženy, Činoherní klub, režie Michal Lang
- 1997 Klaudia Chauchatová, Thomas Mann: Kouzelný vrch, Divadlo v Dlouhé, režie Jan Antonín Pitínský, premiéra 12.12.1997
- 1999 Jelena, manželka profesora Serebjakova, Anton Pavlovič Čechov: Strýček Váňa, Divadlo Na zábradlí, režie Petr Lébl, premiéra 22.10.1999
- 2000 Polina, Alexandr Nikolajevič Ostrovskij: Výnosné místo, Divadlo Na zábradlí, režie Sergej Fedotov
- 2001 Petr Zelenka: Příběhy obyčejného šílenství, Dejvické divadlo, režie Petr Zelenka, premiéra 16.11.2001
- 2003 Olga, Thomas Bernhard: Náměstí Hrdinů, Divadlo Na zábradlí, režie Juraj Nvota, premiéra 3.4.2003
- 2003 Sára, David Gieselmann: Pan Kolpert, Divadlo Na zábradlí, režie Jiří Pokorný, premiéra 16.5.2003
- 2003 Vivienne, logopedka, David Greig: Kosmonautův poslední vzkaz ženě, kterou kdysi, v bývalém Sovětském Svazu, miloval, Divadlo Na zábradlí, režie Juraj Nvota, premiéra 18. a 19.12.2003
- 2004 Terezka, Ladislav Stroupežnický: Naši furianti,  Národní divadlo, režie Jan Antonín Pitínský, premiéra 17.6.2004
- 2005 Lady Milfordová, Friedrich Schiller: Úklady a láska, Stavovské divadlo, režie Jan Nebeský, premiéra 13.1.2005
- 2005 Ingmar Villqist: Helverova noc, Divadelní spolek Kašpar, režie Jakub Špalek, premiéra 12.3.2005
- 2005 Líza Doolitlová, George Bernard Shaw: Pygmalion, Stavovské divadlo, režie Michal Dočekal, premiéra 28.9.2005
- 2006 Hana Jarvisová, Tom Stoppard: Arkádie, Stavovské divadlo, režie Radovan Lipus, premiéra 4.5.2006
- 2007 Lenka, Tom Stoppard: Rock´n´roll, Nová scéna Národního divadla, režie Ivan Rajmont, premiéra: 22.2.2007
- 2007 Pepička, Václav Štech: David a Goliáš aneb Pepička to zařídí, Stavovské divadlo, režie Ladislav Smoček, premiéra 7.6.2007

- 2007 Marianna, Pavel Kohout: Malá hudba moci, Stavovské divadlo, režie Michal Dočekal, premiéra 9.11.2007
- 2007 Božena Němcová: Babička, Národní divadlo, režie Jan Antonín Pitínský, premiéra 13.12.2007
- 2008 Hadar Galron: Mikve, Stavovské divadlo, režie Michal Dočekal, premiéra 4.12.2008
- 2009 Marc Camoletti: Miláček Anna, Divadlo Palace, režie Zdeněk Tyc, premiéra 20.11.2009
- 2009 Ingrid Lausund: Benefice aneb Zachraň svého Afričana, Činoherní studio Ústí nad Labem, režie Filip Nuckolls, premiéra 4.12.2009
- 2011 Anton Pavlovič Čechov: Racek, Stavovské divadlo, režie Michal Dočekal, premiéra 9.6.2011
- 2011 William Shakespeare: Král Lear, Národní divadlo, režie Jan Nebeský, premiéra 10.11.2011
- 2012 Klaudia Roe, Lucy Prebble: Enron, Stavovské divadlo, režie Michal Dočekal, premiéra 16.2.2012
- 2012 Harold Pinter: Zrada / Staré časy, Divadelní spolek Kašpar, režie Filip Nuckolls, premiéra 16.4.2012
- 2012 Kassandra, William Shakespeare: Troilus a Kressida, Národní divadlo, režie David Radok, premiéra 6.12.2012
- 2013 Dáša, Lenka Lagronová: Z prachu hvězd, Nová scéna Národního divadla, režie Štěpán Pácl, premiéra 21.3.2013
- 2014 Marie Novotná, Lutz Hübner: Úča musí pryč!, Divadlo Verze, režie Thomas Zielinski, premiéra 23.9.2014
- 2015 John Godber: Romantický víkend, agentura ADF, režie Vojtěch Štěpánek, premiéra 13.2.2015
- 2015 Jan Nebeský & kol.: Sweet / Sweet / Sweet, Nová scéna Národního divadla, režie Jan Nebeský, premiéra 19.6.2015
- 2016 Donald Churchill: Chvilková slabost, Divadlo Kalich, režie Petr Hruška, premiéra 30.9.2016
- 2017 Claire MacDonald: Correspondence, Divadlo 6-16, režie Paul Bourne, premiéra 13.10.2017
- 2018 Klytaiméstra, Sofoklés: Élektra, Divadlo v Dlouhé, režie Hana Burešová, premiéra 22.3.2018
- 2018 Anna Pammrová: Antieva, Masopust, režie Anna Davidová, premiéra 28.9.2018
- 2019 Florian Zeller: Lež, Divadlo Verze, režie Thomas Zielinski, premiéra 9.3.2019
- 2019  William Shakespeare: Zimní pohádka, Letní shakespearovské slavnosti, režie Pavel Khek, premiéra 25.6.2019
- 2021 Jean-Claude Carrière: Terasa, Divadelní spolek Kašpar, režie Filip Nuckolls, premiéra 30.5.2021
- 2023 Tankred Dorst: Já, Feuerbach, Divadlo v Celetné, režie Petra Špalková, premiéra 19.1.2023

## Filmografie, výběr
- Šakalí léta (1993)
- Kolja (1996)
- Šeptej (1996)
- Jistota (TV film, 1999)
- Babí léto (2001)
- Smradi (2002)
- Vrah jsi ty! (TV film, 2003)
- Pánská jízda (2004)
- Milenci a vrazi (2004)
- Sluneční stát (2005)
- Čapkovy kapsy: Soud pana Havleny (TV, 2011)
- Můj vysvlečenej deník (2012)
- Jako nikdy (2013)
- Instalatér z Tuchlovic (2016)
- Po strništi bos (2017)
- Bába z ledu (2017)
- Pepa (2018)
- Krajina ve stínu (2020)
- Buko (2022)

## Televizní role, výběr
- 2005 Krev zmizelého
- 2006 Letiště – Lucie Jumblattová
- 2007 Četnické humoresky – děvečka Božena
- 2011 Čapkovy kapsy – Růžena Broučková
- 2013 Nevinné lži – sestra Maruška
- 2013 Bez hranic – sociální pracovnice
- 2015 Americké dopisy – Anna Dvořáková, dále hráli: Hynek Čermák, Soňa Norisová, Vladimír Javorský, Igor Bareš a další, scénář Petr Zikmund, kamera Tomáš Sysel, režie: Jaroslav Brabec[12][13]
- 2016 Pustina – Masařová
- 2017 Kapitán Exner – kuchařka
- 2018 Balada o pilotovi – Jarmila Kopečková
- 2019 Sever – státní zástupkyně
- 2022 Stíny v mlze – Magda Malá

## Rozhlasové role
- 1998 – Oscar Wilde: Bezvýznamná žena, překlad: Jiří Zdeněk Novák, rozhlasová úprava: Josef Hlavnička, dramaturgie: Jarmila Konrádová, režie: Markéta Jahodová. Hráli: Lord Illingworth (Viktor Preiss), Sir John Pontecraft (Svatopluk Beneš), Pan Ketlick, poslanec (Petr Kostka), Gerald Arbuthnot (Pavel Chalupa), Lady Hunstantonová (Viola Zinková), Lady Karolína Pontecraftová (Jaroslava Adamová), Paní Allonbyová (Gabriela Vránová), Slečna Ester Worsleyová (Petra Špalková), Paní Arbuthnotová (Dana Syslová), vypravěč (Josef Červinka), Francis, sluha (Tomáš Racek) a Alice, komorná (Jana Zímová)[14]
- 2004 – Marcel Schwob: Ruka slávy, dramatizace povídky, Český rozhlas, překlad Bohuslav Reynek, připravil: Petr Turek. Účinkují: Petra Špalková, Aleš Procházka, Radim Vašinka a jan Přeučil, režie: Hana Kofránková
- 2018 – Bianka Bellová: Jezero, četba na pokračování, účinkovali: Petra Špalková, připravila: Petra Lásková, dramaturgie: Klára Fleyberková, režie: Petr Mančal[15]
- 2000 - Radclyffe Hall: Studna osamění, třídílná rozhlasová adaptace románu. Překlad: Vladimír Vendyš, dramatizace: Petra Ušelová, dramaturgie: Jana Paterová, hudba: Michal Rataj, režie: Markéta Jahodová.[16]
- 2020 – Alois Jirásek: Lucerna (Klásková),[17] účinkovali: Ivan Trojan, Helena Dvořáková, Petr Lněnička, Daniela Kolářová, Kamil Halbich, Václav Vydra, František Němec, Igor Bareš, Jan Vlasák, Jaroslav Plesl, David Novotný, Petra Špalková a Ondřej Rychlý

## Audioknihy, výběr
- Michaela Klevisová: Prokletý kraj, čte Petra Špalková
- Matt Haig: Půlnoční knihovna, čte Petra Špalková, překlad Tereza Rotterová
- Gail Honeymanová: Eleanor se má vážně skvěle, čte Petra Špalková
- Samuel Bjork: Clona, čte Petra Špalková
- Samuel Bjork: Sova, čte Petra Špalková
- Samuel Bjork: Vlk, čte Petra Špalková
- James Patrick Donleavy: Dáma, která měla ráda čisté záchodky, překlad Michala Marková, čte Petra Špalková, Jan Hartl, Jiří Dvořák
- Samuel Bjork: V lese visí anděl, čte Petra Špalková
- Madeline Millerová: Kirké, čte Petra Špalková
- Jana Jašová: Psí dny, čte Petra Špalková, Petr Čtvrtníček
- Martina Formanová: Případ Pavlína, čte Petra Špalková
- Anders de la Motte: Game, čte Jan Zadražil, Petra Špalková, Jan Vondráček